# Тетірська сільська рада
Тетірська сільська рада — колишня адміністративно-територіальна одиниця та орган місцевого самоврядування у Пулинському (Червоноармійському), Соколовському, Новоград-Волинському, Довбишському (Щорському) районах та Новоград-Волинській міській раді Волинської округи, Київської й Житомирської областей Української РСР та України з адміністративним центром у с. Тетірка.

## Населені пункти
Сільській раді були підпорядковані населені пункти:
- с. Тетірка
- с. Муравня
- с. Ходорівка

## Населення
Кількість населення ради станом на 1923 рік становила 1 367 осіб, кількість дворів — 192.
Кількість населення сільської ради станом на 1924 рік становила 1 589 осіб.
Відповідно до результатів перепису населення СРСР, кількість населення ради станом на 12 січня 1989 року становила 1 006 осіб.
Станом на 5 грудня 2001 року, відповідно до перепису населення України, кількість мешканців сільської ради становила 887 осіб.

## Склад ради
Рада складалася з 16 депутатів та голови.

### Керівний склад сільської ради
| ПІБ                                | Основні відомості                                                         | Дата обрання | Дата звільнення |
| ---------------------------------- | ------------------------------------------------------------------------- | ------------ | --------------- |
| Мамедов Намаз Муртуз-огли          | Сільський голова, 1949 року народження, освіта, член народної партії      | 26.03.2006   | 03.11.2009      |
| Загурський Владислав Владиславович | Сільський голова, 1967 року народження, освіта, безпартійний              | 20.06.2010   | 31.10.2010      |
| Загурський Владислав Владиславович | Сільський голова, 1967 року народження, освіта вища, член народної партії | 31.10.2010   |                 |

Примітка: таблиця складена за даними джерела

## Історія
Створена 1923 року в складі с. Тетірка та колонії Новини-Річки Курненської волості Новоград-Волинського повіту Волинської губернії. 23 лютого 1924 року, відповідно до рішення Волинської ГАТК (протокол № 7/2 «Про зміни меж, округів, районів та сільрад»), підпорядковано с. Генрихівка-Андрюківка Соколовської сільської ради Пулинського району. 28 вересня 1925 року в с. Генрихівка-Андрюківка створено окрему Генрихівську сільську раду Пулинського району. Станом на 15 червня 1926 року в підпорядкуванні значився хутір Лонки, який на 1 жовтня 1941 року не перебував на обліку населених пунктів. 20 червня 1930 року підпорядковано с. Ходорівка Владинської сільської ради Мархлевського району.
Станом на 1 вересня 1946 року сільська рада входила до складу Довбишського району Житомирської області, на обліку в раді перебувало с. Тетірка.
11 серпня 1954 року, відповідно до указу Президії Верховної ради Української РСР «Про укрупнення сільських рад по Житомирській області», сільську раду ліквідовано, населені пункти ради підпорядковано Великолугівській сільській раді Довбишського району. Відновлена 10 березня 1966 року, відповідно до рішення Житомирського облвиконкому № 126 «Про утворення сільських рад та зміни в адміністративному підпорядкуванні деяких населених пунктів області», в складі сіл Муравня, Тетірка і Ходорівка Великолугівської та Лебедівської сільських рад Новоград-Волинського району.
На 1 січня 1972 року сільська рада входила до складу Червоноармійського району Житомирської області, на обліку в раді перебували села Муравня, Тетірка та Ходорівка.
1 серпня 2017 року територію та населені пункти ради включено до складу новоствореної Курненської сільської територіальної громади Пулинського району Житомирської області.
Входила до складу Пулинського (Червоноармійського, 7.03.1923 р., 17.10.1935 р., 8.12.1966 р.), Соколовського (20.06.1930 р.), Новоград-Волинського (15.09.1930 р., 10.03.1966 р.), Довбишського (Щорського, 14.05.1939 р.) районів та Новград-Волинської міської ради (1.06.1935 р.).